# 게오르기우스 아그리콜라
게오르기우스 아그리콜라(Georgius Agricola, 1494년 3월 24일 ~ 1555년 11월 21일)는 독일의 광물학자이자 의사이다. 그의 본명은 게오르크 바우어(Georg Pawer)이다.

## 생애
남독일의 글라우하우에서 태어났다. 1517년 라이프치히 대학을 졸업한 후, 한때 츠비카우의 라틴어 학교에서 언어학의 교사로 있었다. 그는 인문 학자로서도 알려져 있지만, 후에 의학을 배운 뒤, 은광산촌으로 유명한 요아힘슈탈의 시의 (市醫) 가 되었다. 후에 그는 다른 광산촌 켐니츠로 옮겨가, 몇 번이나 시장에도 뽑힌 바 있다.
당시 광산업을 천한 업으로 보는 풍조가 있었으나, 그는 오히려 광산업의 중요성을 인정, 적극적으로 관찰을 계속하였다. 그리하여 드디어 유명한 《데 레 메탈리카(금속에 관하여)》를 저술하였다 (1556년 간행). 그는 풍부한 삽화까지 넣은 이 책으로 독일 광산에 대한 탐광·채광·광석의 운반·갱내 환기·배수의 펌프 장치·야금 기술·광부의 조직·급료·건강 관리에 이르기까지를 조사·기술 (記術) 하고, 광산에 과학기술을 도입할 것을 권유하고, 광산업을 하나의 학문으로 만들어 놓았다. 그가 '광물학의 아버지'로 숭앙되는 것은 이 때문이다. 만년에는 종교 문제가 계기가 되어 62세에 사망하였다.

## 같이 보기
- 광물학자 목록
- 심괄
- 테오프라스토스